# Stop the City
Stop the City (en français Arrêtez la Ville) est un ensemble de manifestations ayant eu lieu à Londres entre 1983 et 1984.

## Présentation
Ces manifestations ont été décrites comme un "Carnaval contre la guerre, l'oppression et la destruction", en d'autres termes à des manifestations contre les complexes militaro-financiers. Ces manifestations peut être considérées comme précurseures des manifestations altermondialistes, en particulier celles du 1er mai à Londres et le carnaval contre le capitalisme le 18 juin 1999. Elles s'inspirent en partie des actions du Camp de femmes pour la paix de Greenham Common.
Les actions menées pendant une partie de ces événements étaient des blocages de rues séparés d'une journée dans le quartier financier («la City») de Londres - dont les partisans de la protestation dénonçaient l'absence d'éthique dans le fonctionnement de ces institutions. Un blocus a impliqué 3 000 personnes, qui ont réussi à provoquer un manque à gagner de 100 millions de livres sterling selon le Times. Environ 1 000 arrestations ont été effectuées par la police pendant 18 mois.